# Діллінгем (Аляска)
Діллінгем (англ. Dillingham) — місто (англ. city) в США, в окрузі Діллінгем штату Аляска. Населення — 2249 осіб (2020).

## Історія
Місцевість, де зараз стоїть місто Діллінгем, історично була населена юпіками. 1818 року на місці майбутнього міста виникло селище, яке мало назву Нушагак, за назвою прилеглої річки. Селище стало центром торгівлі прилеглих ескімоських племен.
В 1881 році у місті була побудована перша метеостанція. 1884 року в місті був побудований перший в регіоні Брістольської затоки рибоконсервний завод. 1904 року було відкрито перше поштове відділення, і місто поміняло своє ім'я на нинішнє, на честь політика Вільяма Пола Діллінгема.
Під час епідемії іспанського грипу в 1918 — 1919 роках в Діллінгемі і його околицях залишилося в живих менше 500 осіб.
1963 року Діллінгем отримало статус міста.
1974 року запрацювала перша AM-радіостанція.
2006 року Діллінгем привернув увагу громадськості тим, що встановив на своїх вулицях цілих 80 відеокамер, що незвично багато для населеного пункту з настільки скромним населенням. Попри протести мешканців, які провели референдум на користь відмови від такої кількості технічних пристроїв, що стежать за ними, всі камери були залишені.
9 серпня 2010 неподалік від Діллінгема розбився літак, у катастрофі серед інших загинув відомий політик Тед Стівенс, а серед тих, що вижили був інший відомий політик — Шон О'Кіф.

## Географія
Діллінгем розташоване біля гирла річки Нушагак у місці її впадіння в затоку Нушагак-Бей, адміністративно належить до однойменної зони перепису населення. Площа міста становить 92,6 км², з них 5,5 км (ок. 6 %) становлять відкриті водні простори. Ні автомобільних доріг, ні залізничних колій до міста не прокладено, дістатися до Діллінгема можна лише по морю (порт на 320 причалів) або по повітрю: в двох кілометрах від міста розташований однойменний аеропорт.
Діллінгем розташований за координатами 59°3′18″ пн. ш. 158°32′26″ зх. д. / 59.05500° пн. ш. 158.54056° зх. д. (59.054951, -158.540657).  За даними Бюро перепису населення США в 2010 році місто мало площу 94,14 км², з яких 86,95 км² — суходіл та 7,19 км² — водойми.

### Клімат
| Клімат : Діллінгем      | Клімат : Діллінгем | Клімат : Діллінгем | Клімат : Діллінгем | Клімат : Діллінгем | Клімат : Діллінгем | Клімат : Діллінгем | Клімат : Діллінгем | Клімат : Діллінгем | Клімат : Діллінгем | Клімат : Діллінгем | Клімат : Діллінгем | Клімат : Діллінгем | Клімат : Діллінгем |
| Показник                | Січ.               | Лют.               | Бер.               | Квіт.              | Трав.              | Черв.              | Лип.               | Серп.              | Вер.               | Жовт.              | Лист.              | Груд.              | Рік                |
| Абсолютний максимум, °C | 11,7               | 12,2               | 15,6               | 17,2               | 25,0               | 33,3               | 30,6               | 27,2               | 22,8               | 21,1               | 11,1               | 10,6               | 33,3               |
| Середній максимум, °C   | −5,5               | −5                 | −1,5               | 3,4                | 10,2               | 14,8               | 16,9               | 15,9               | 12,2               | 4,3                | −1,8               | −6,3               | 4,8                |
| Середня температура, °C | −8,8               | −8,7               | −5,5               | −0,3               | 5,9                | 10,5               | 12,8               | 11,4               | 8,4                | 1,2                | −5,2               | −9,8               | 1,0                |
| Середній мінімум, °C    | −12,2              | −12,3              | −9,5               | −4,1               | 1,6                | 6,2                | 8,6                | 8,1                | 4,6                | −3,1               | −8,5               | −13,3              | −2,8               |
| Абсолютний мінімум, °C  | −47,2              | −37,2              | −34,4              | −27,2              | −12,2              | −3,3               | −0,6               | −3,3               | −11,7              | −17,8              | −32,2              | −34,4              | −47,2              |
| Норма опадів, мм        | 45                 | 34                 | 38                 | 26                 | 37                 | 49                 | 71                 | 100                | 88                 | 56                 | 56                 | 47                 | 647                |
| ----------------------- | ------------------ | ------------------ | ------------------ | ------------------ | ------------------ | ------------------ | ------------------ | ------------------ | ------------------ | ------------------ | ------------------ | ------------------ | ------------------ |
| Джерело: WRCC           |                    |                    |                    |                    |                    |                    |                    |                    |                    |                    |                    |                    |                    |

## Демографія
Згідно з переписом 2010 року, у місті мешкало 2329 осіб у 855 домогосподарствах у складі 548 родин. Густота населення становила 25 осіб/км².  Було 1047 помешкань (11/км²).
Расовий склад населення:
| - 55,9 % — корінних американців - 30,7 % — білих - 1,3 % — азіатів - 0,4 % — чорних або афроамериканців - 0,2 % — вихідців з тихоокеанських островів |

До двох чи більше рас належало 11,2 %. Частка іспаномовних становила 2,9 % від усіх жителів.
За віковим діапазоном населення розподілялося таким чином: 29,3 % — особи молодші 18 років, 63,1 % — особи у віці 18—64 років, 7,6 % — особи у віці 65 років та старші. Медіана віку мешканця становила 32,8 року. На 100 осіб жіночої статі у місті припадало 106,7 чоловіків;  на 100 жінок у віці від 18 років та старших — 105,1 чоловіків також старших 18 років.
Середній дохід на одне домашнє господарство  становив 81 634 долари США (медіана — 66 875), а середній дохід на одну сім'ю — 92 540 доларів (медіана — 74 773). Медіана доходів становила 60 859 доларів для чоловіків та 53 750 доларів для жінок. За межею бідності перебувало 12,3 % осіб, у тому числі 13,5 % дітей у віці до 18 років та 5,2 % осіб у віці 65 років та старших.
Цивільне працевлаштоване населення становило 1075 осіб. Основні галузі зайнятості: освіта, охорона здоров'я та соціальна допомога — 33,0 %, публічна адміністрація — 13,7 %, транспорт — 9,4 %, роздрібна торгівля — 8,8 %.